# Police (Polsko)
Police (německy Pölitz) jsou okresní město v severním Polsku v Západopomořanském vojvodství v gmině Police, ležící na řece Odře asi 15 km severně od Štětína. Na rozloze 36,84 km² roku 2024 čítalo 29 405 obyvatel.

## Historie
Městská práva získaly Police v roce 1260.
Město má chemický průmysl od roku 1969.[zdroj?]

## Památky
- Gotický kostel, 14./18. století, v Police – Jasienica
- Gotický klášter (zřícenina), 14. století, v Police – Jasienica
- Gotická kaple, 15. století (Staré město)
- Neogotický kostel, 19. století
- Továrna (1938–1945) (zřícenina)

## Galerie

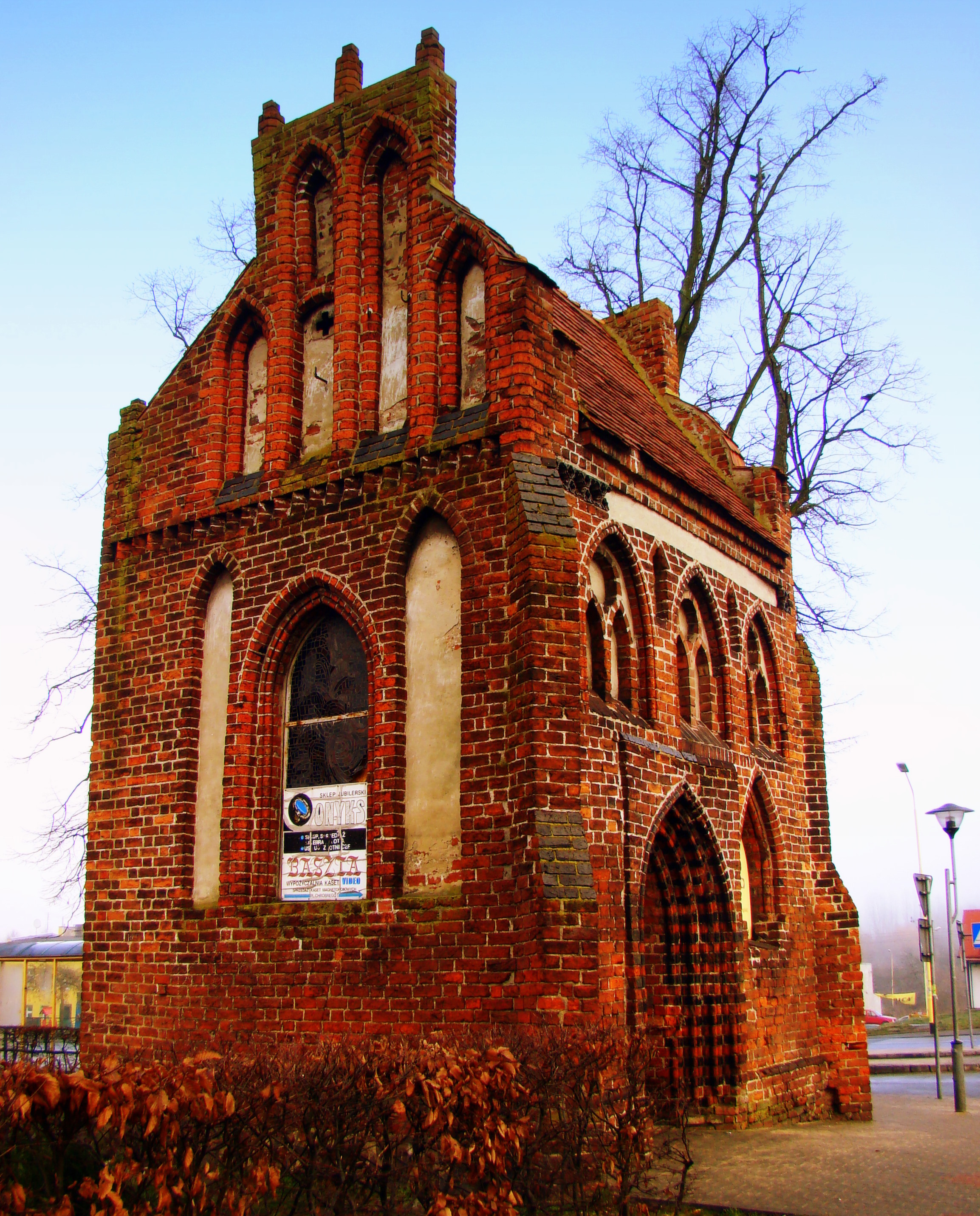
Gotická kaple z 15. století
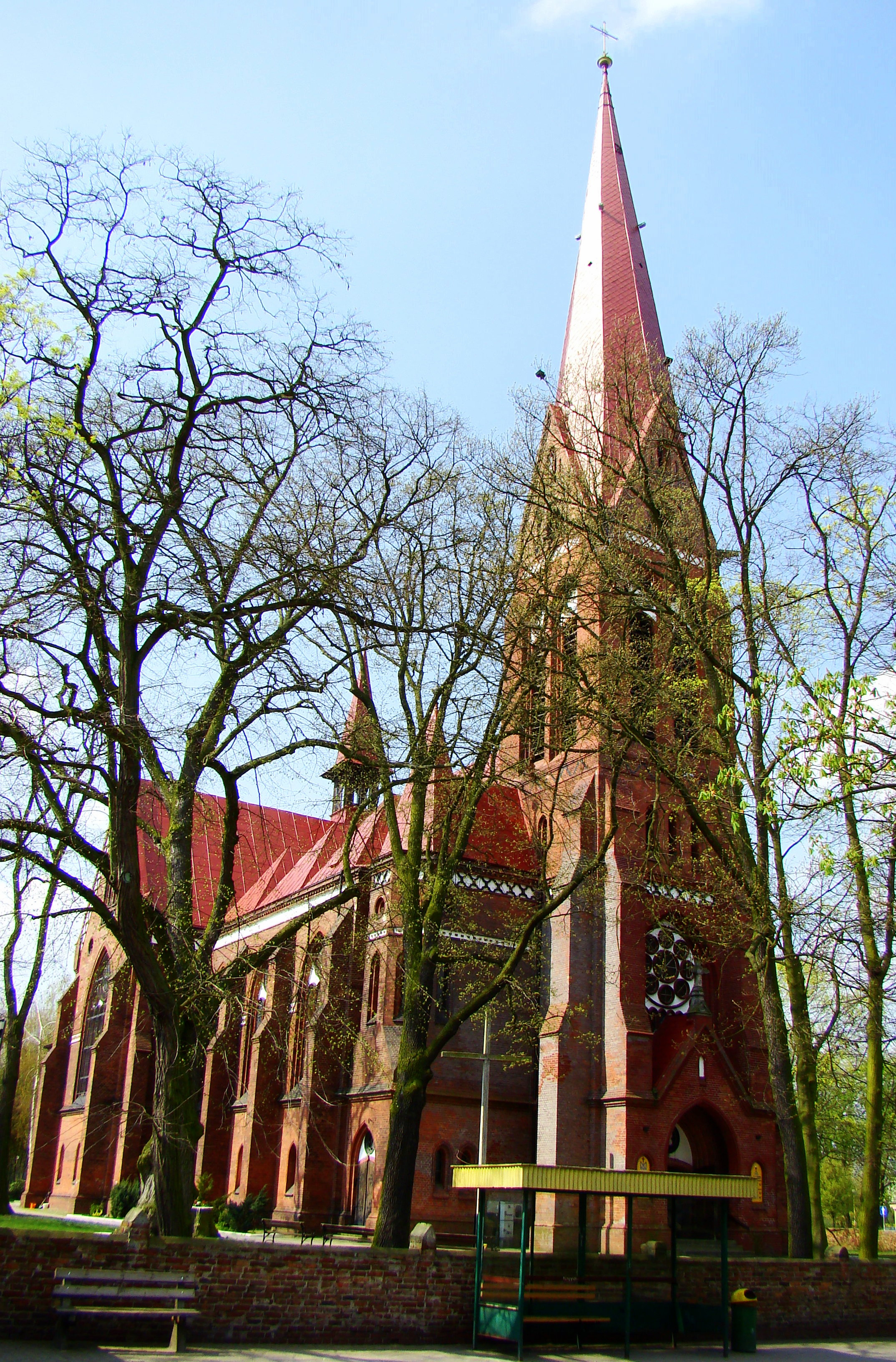
Neogotický kostel z19. století
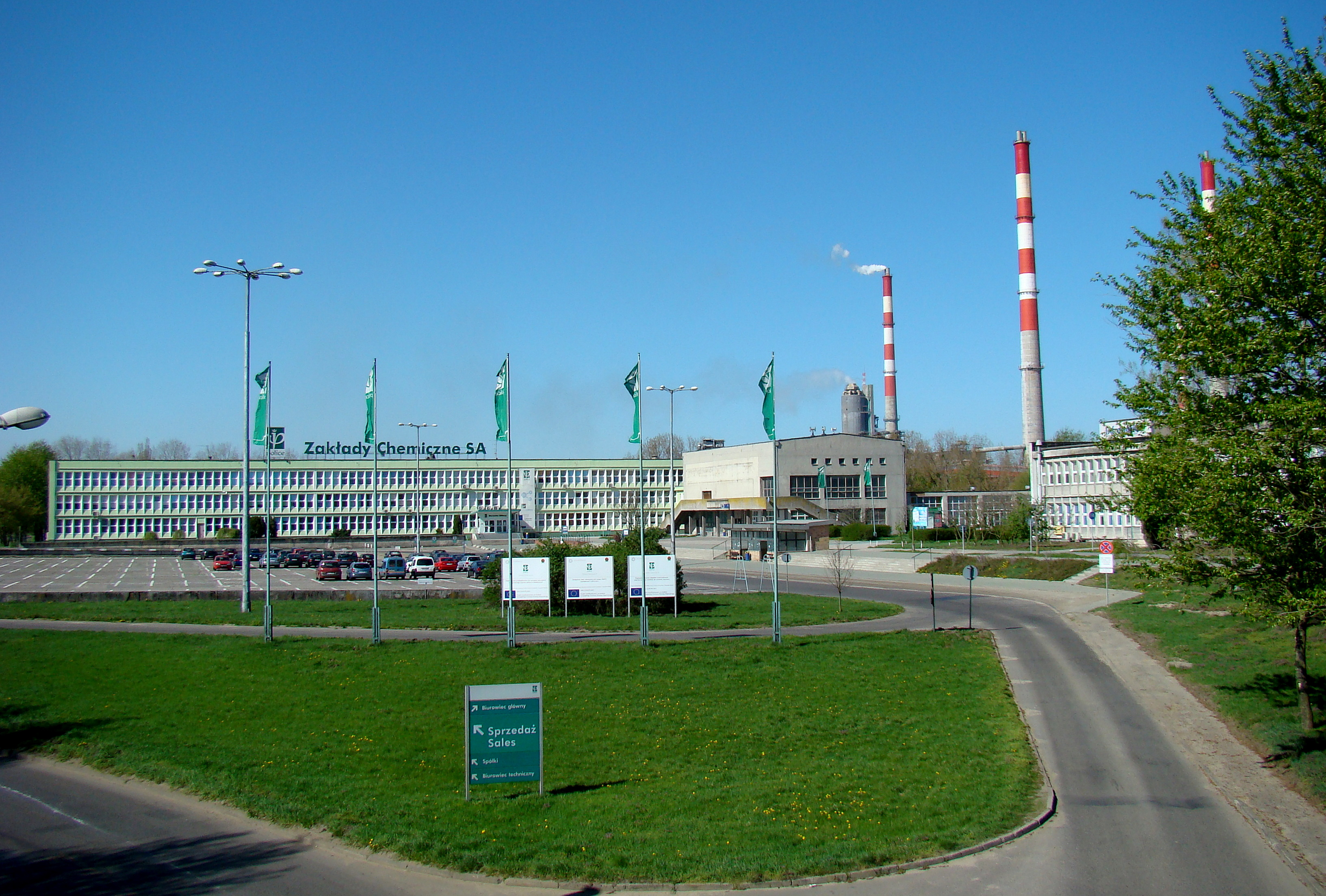
Police, chemický průmysl
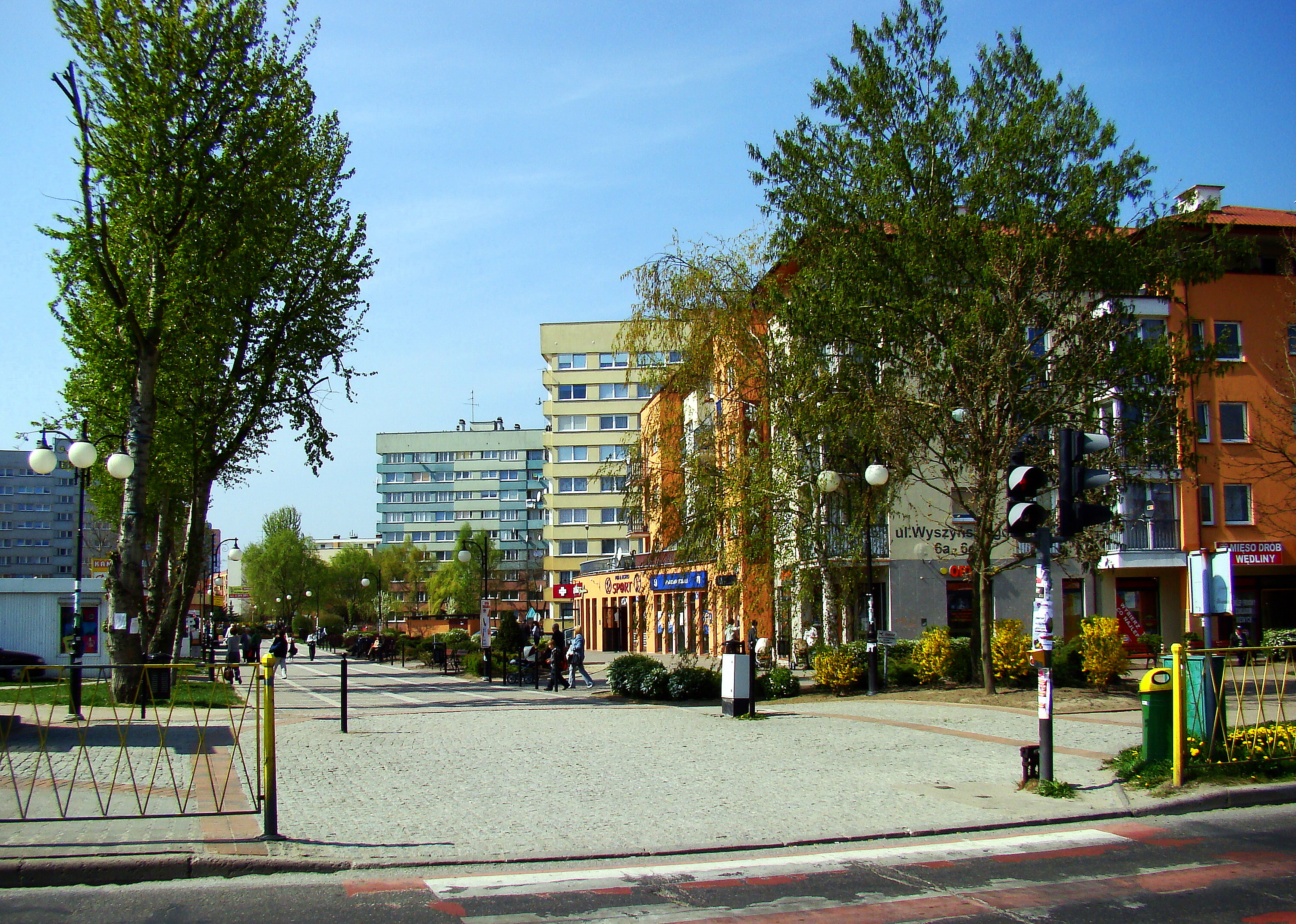
Police, Nove město

## Turistika
- Kajak-značka – Gunica Řeka (Węgornik – Tanowo – Tatynia – Police (Jasienica)
- Turistické značky: 1) z Police – Centrum – Bartoszewo Jezero, 2) z Police – Mścięcino – Szczecin – Niemierzyn, 3) Szczecin – Głębokie (jízdní kolo), 4) z Police – Jasienica – Trzebież, Nowe Warpno a Szczecin – Głębokie (jízdní kolo)

## Sport
- KP Chemik Police – fotbalový klub

## Partnerská města
| Město        | Stát     | Datum           |
| ------------ | -------- | --------------- |
| Korsør       | Dánsko   | 1992            |
| Pasewalk     | Německo  | 23. únor 1999   |
| Novyi Rozdil | Ukrajina | 28. březen 2002 |
| Korinos      | Řecko    | 30. březen 2008 |